# Мартишківці
Марти́шківці — село в Україні, у Лановецькій міській громаді Кременецького району Тернопільської області. Розташоване в центрі району на річці Мулявка. До 2020 року було підпорядковане Малобілківській сільській раді.
Населення — 88 осіб (2001).

## Історія
Перші згадки про населений пункт належать до початку XVII століття. Очевидно, назва села походить від імені першого поселення Мартина. Наприкінці XIX століття тут налічувалось 39 осель.
За часів Речі Посполитої Мартишківці належали до Вербовецької гміни.
В домівці рільника Лукіяна Корчевського діяла українська читальня.
У 1926 році на пожертви місцевих заможних господарів була збудована початкова школа.
На 1936 рік село входило до ґміни Вишгородок Кременецького повіту.
12 червня 2020 року, відповідно до розпорядження Кабінету Міністрів України № 724-р «Про визначення адміністративних центрів та затвердження територій територіальних громад Тернопільської області» увійшло до складу Лановецької міської громади.
19 липня 2020 року, в результаті адміністративно-територіальної реформи та ліквідації Лановецького району, село увійшло до складу Кременецького району.
22 червня 2023 року рішенням №230 Національної комісії зі стандартів державної мови віднесено до списку населених пунктів, які «можуть не відповідати лексичним нормам української мови», зокрема стосуватися «російської імперської чи колоніальної політики». Громаді рекомендовано обґрунтувати доцільність збереження поточної назви або запропонувати нову назву в установленому законодавством порядку.

## Релігія
- церква Зачаття праведною Анною Пресвятої Богородиці (перебудована в 1990-х роках з каплички).

## Соціальна сфера
Діє торговельний заклад.

## Відомі люди

### Народилися
- Мирослава Середюк — українська поетеса

## Галерея

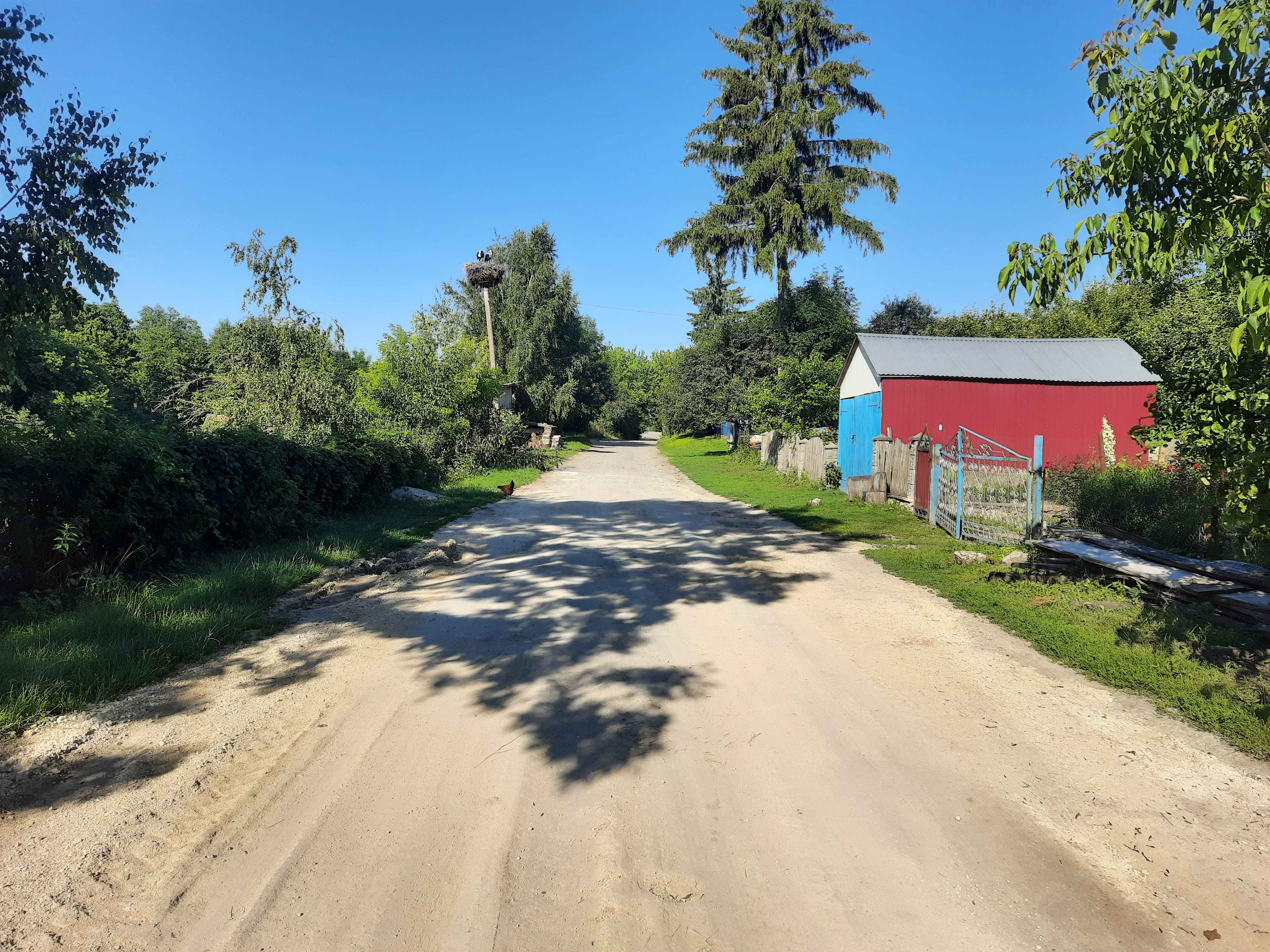
В'їзд у село
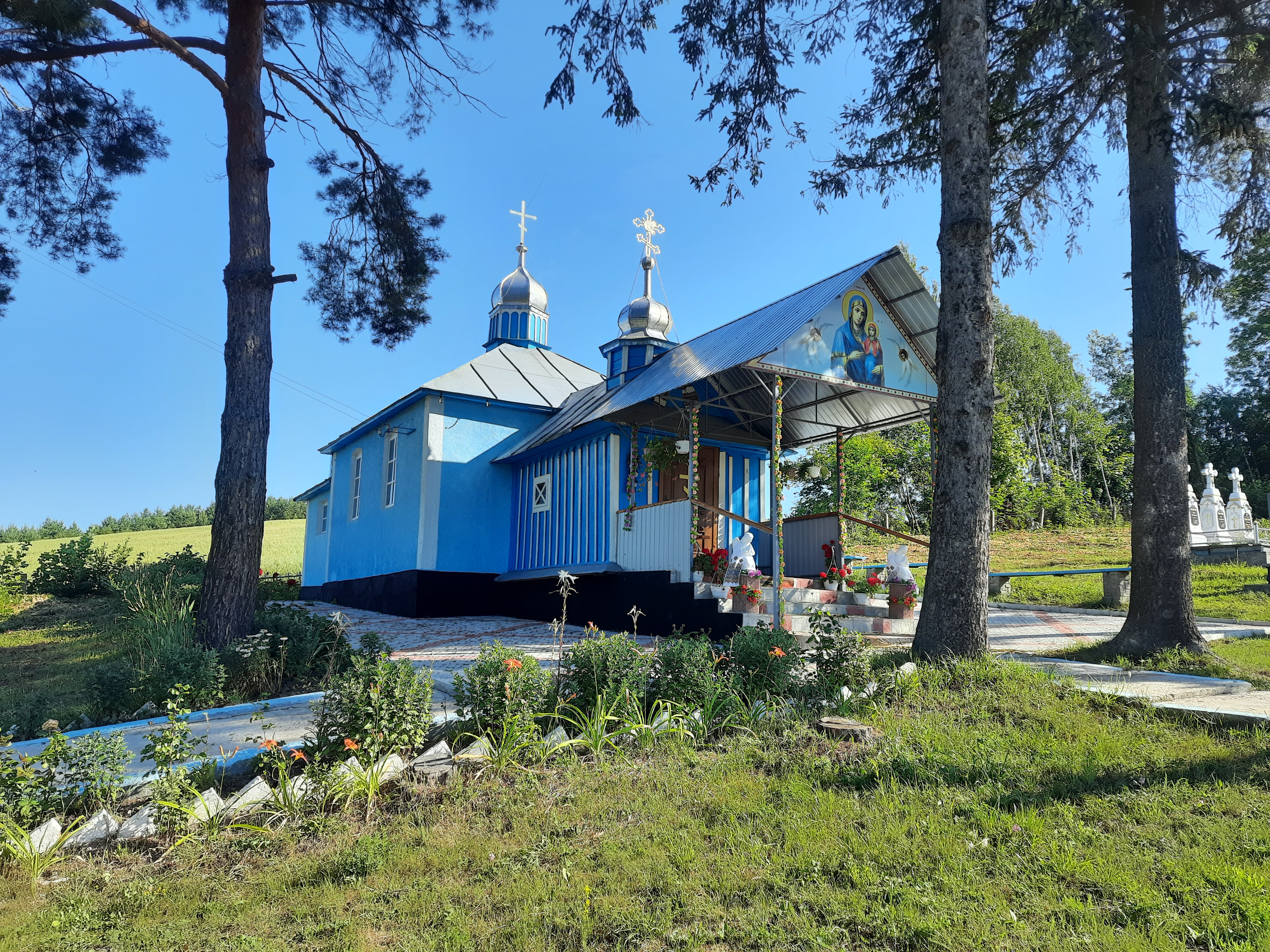
Церква Зачаття Праведною Анною Пресвятої Богородиці
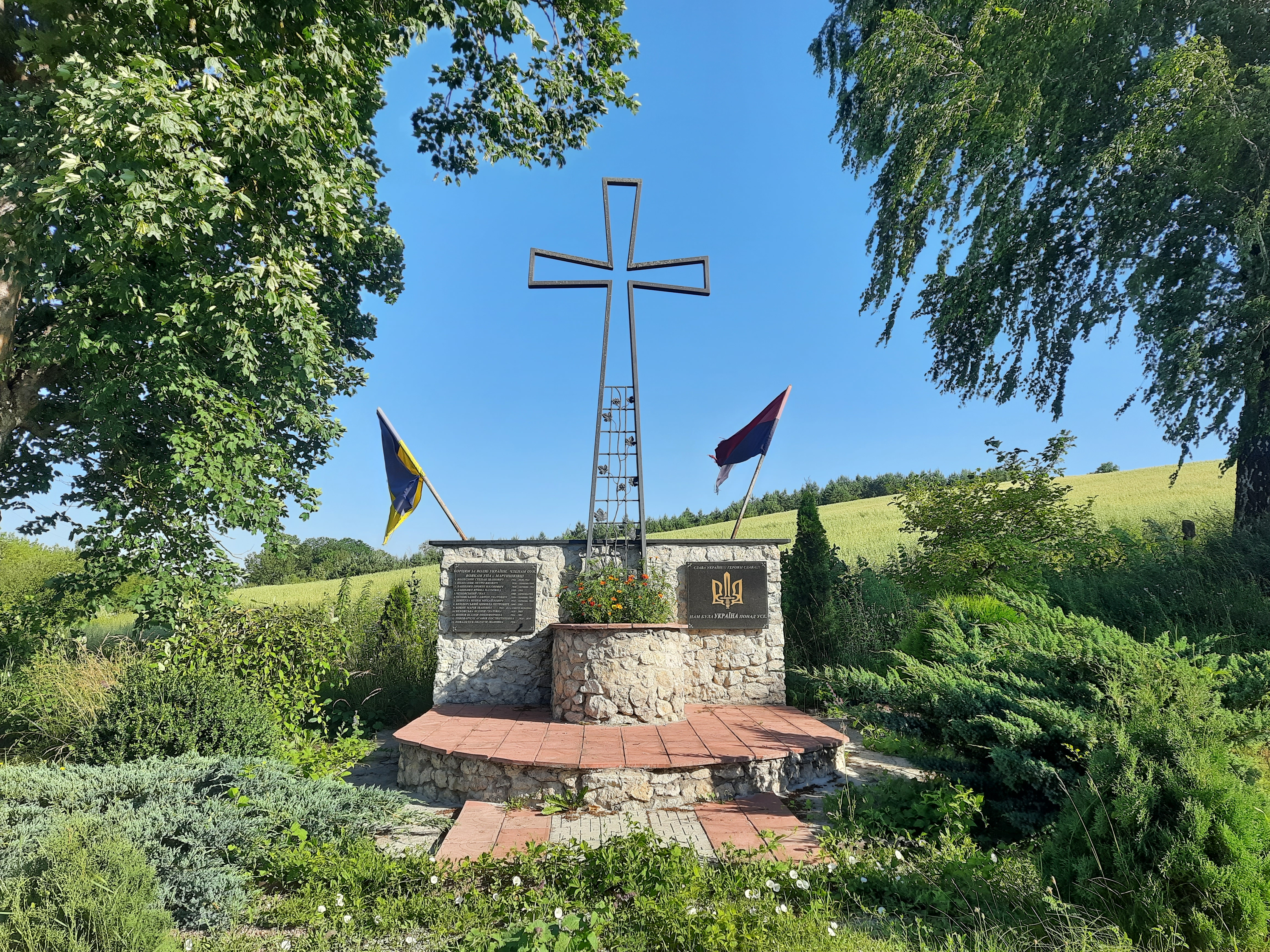
Пам'ятний знак Борцям за волю України
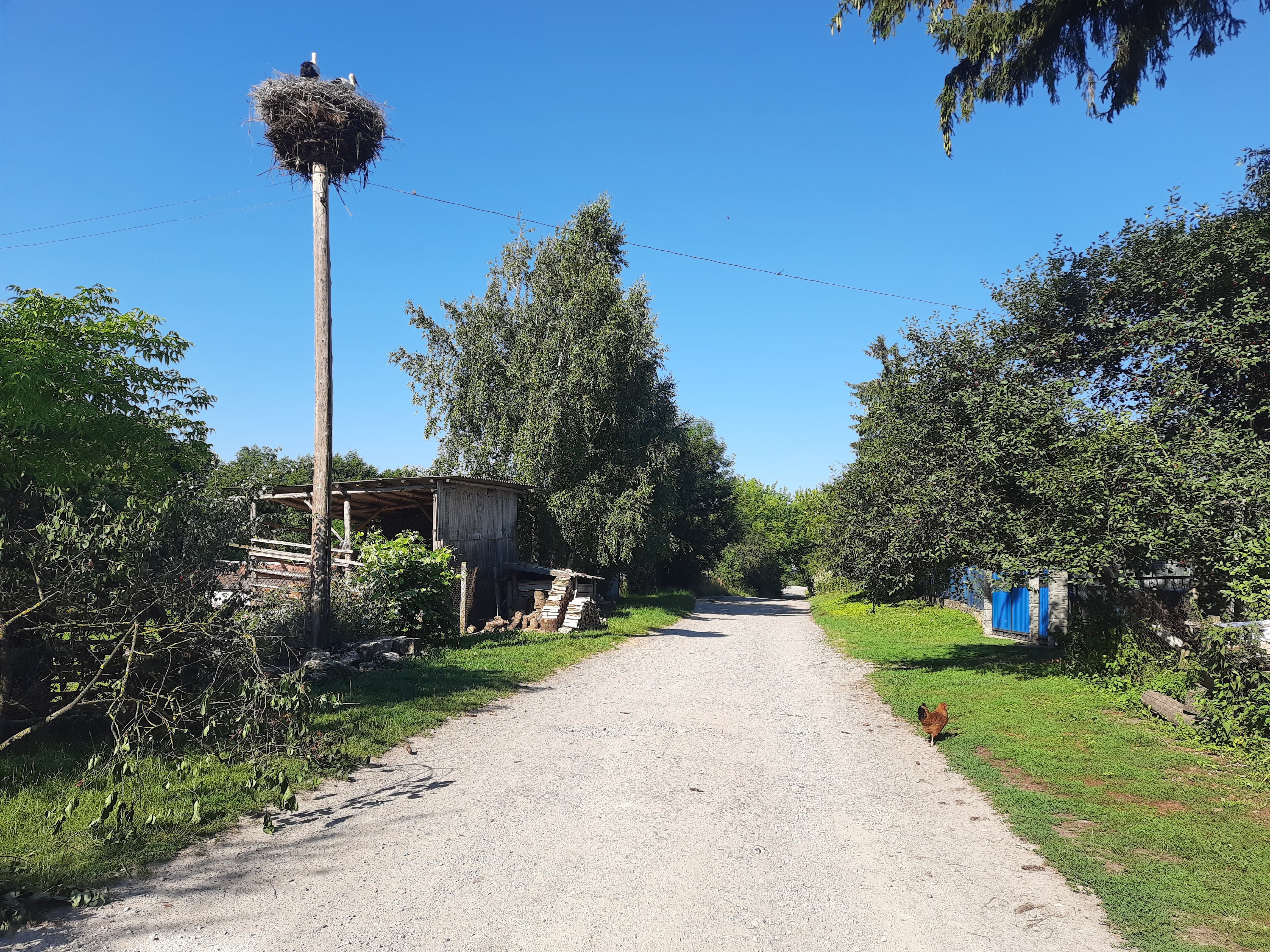
Сільська вулиця
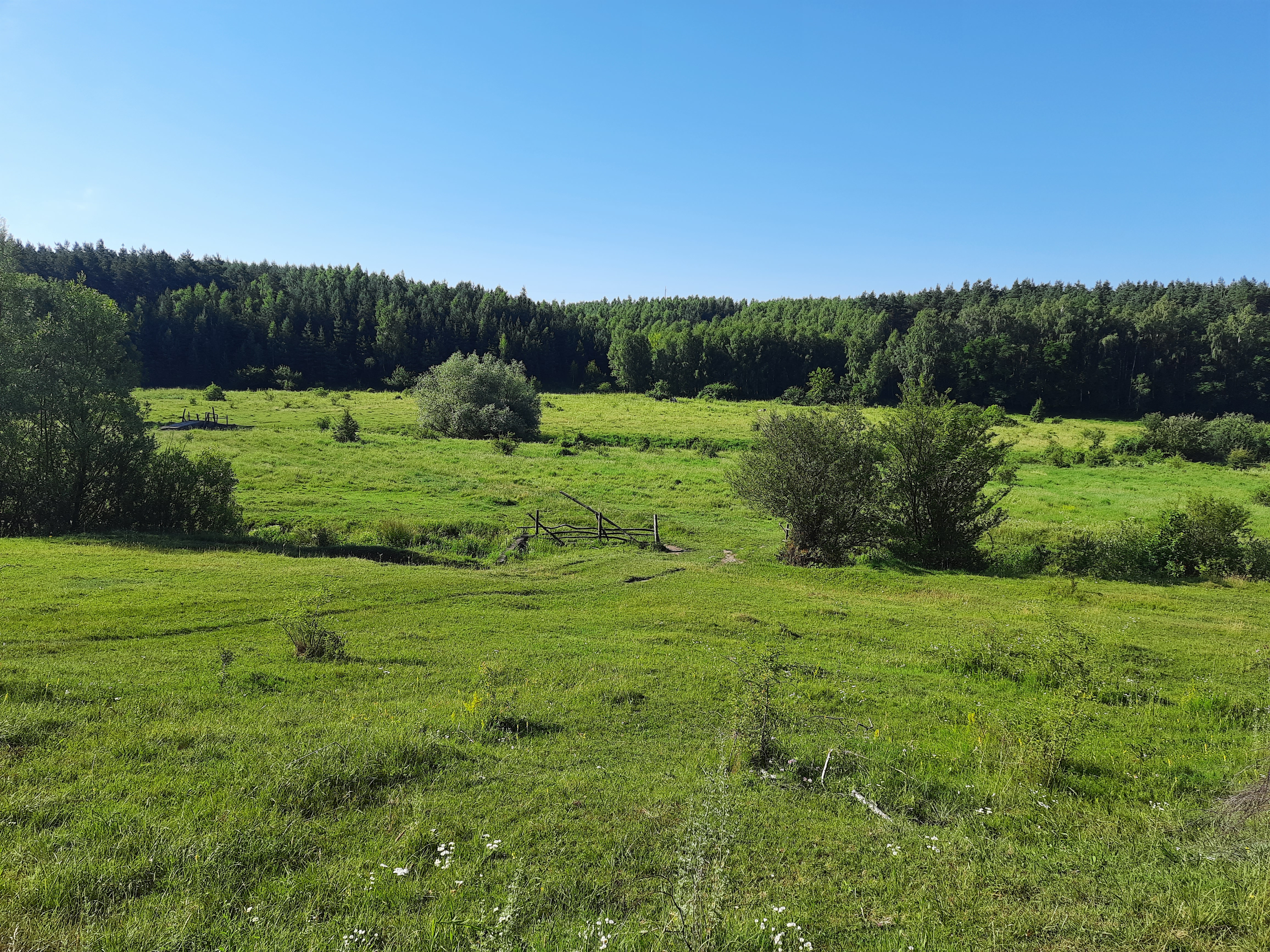
Краєвид біля села